# Kapitan Stupino
Kapitan Stupino (ru: Капитан Ступино) je hokejový klub ze Stupina, který hraje Mládežnickou hokejovou ligu. V minulosti působil ve Všeruská lize ledního hokeje (2. liga po Kontinentální hokejové lize) v Rusku.

## Bývalé názvy
- 1951–1999:Trud Stupino
- 1999- :Kapitan Stupino